# Collonges-lès-Bévy
Collonges-lès-Bévy är en kommun i departementet Côte-d'Or i regionen Bourgogne-Franche-Comté i östra Frankrike. Kommunen ligger i kantonen Gevrey-Chambertin som tillhör arrondissementet Dijon. År 2022 hade Collonges-lès-Bévy 99 invånare.

## Befolkningsutveckling
Antalet invånare i kommunen Collonges-lès-Bévy
Referens:INSEE